# Aceto (famiglia)
La famiglia Aceto è una famiglia di discendenza normanna, il cui ramo siciliano è di stirpe ducale, discendente da Ruggero I di Sicilia. Hanno come capostipite un Roberto conte di Aucense (moderna Eu nella Senna Marittima ) e una figlia di Ruggiero di nome Matilde. Padre di Roberto fu un Guglielmo cavaliere normanno e conte anch'egli. Roberto in un diploma di Ruggiero datato 1093 è citato da lui come suo genero (Rogerii Comitis Gener) , anche altri due diplomi affermano ciò , uno di essi è una donazione alla chiesa di Patti datato 1085.
Roberto ebbe come figlio un Guarino, cancelliere di Sicilia e camerlengo. Un Guglielmo fu pretore di Palermo. Un Nicolò fu cameriere di re Martino I di Sicilia. Un Francesco fu paggio del re Vittorio Amedeo II di Savoia. Un Roberto - Maria fu investito il 27 settembre della baronia di Casaliarbone, comprata qualche mese prima dai coniugi  Garigliano. Un Ansaldo fu investito il 30 aprile 1789 della baronia di Casaliarbone. Un Niccolò fu dapprima giureconsulto, poi giudice della corte pretoriana nel XVII secolo . 
Arma: D'oro e di nero, al leone dell'uno all'altro.